# Desmopoda bombiformis
Desmopoda bombiformis is een vlinder uit de familie wespvlinders (Sesiidae), onderfamilie Sesiinae.
Desmopoda bombiformis is voor het eerst wetenschappelijk beschreven door Felder in 1874. De soort komt voor in het Oriëntaals gebied.